# Kardinal König Haus

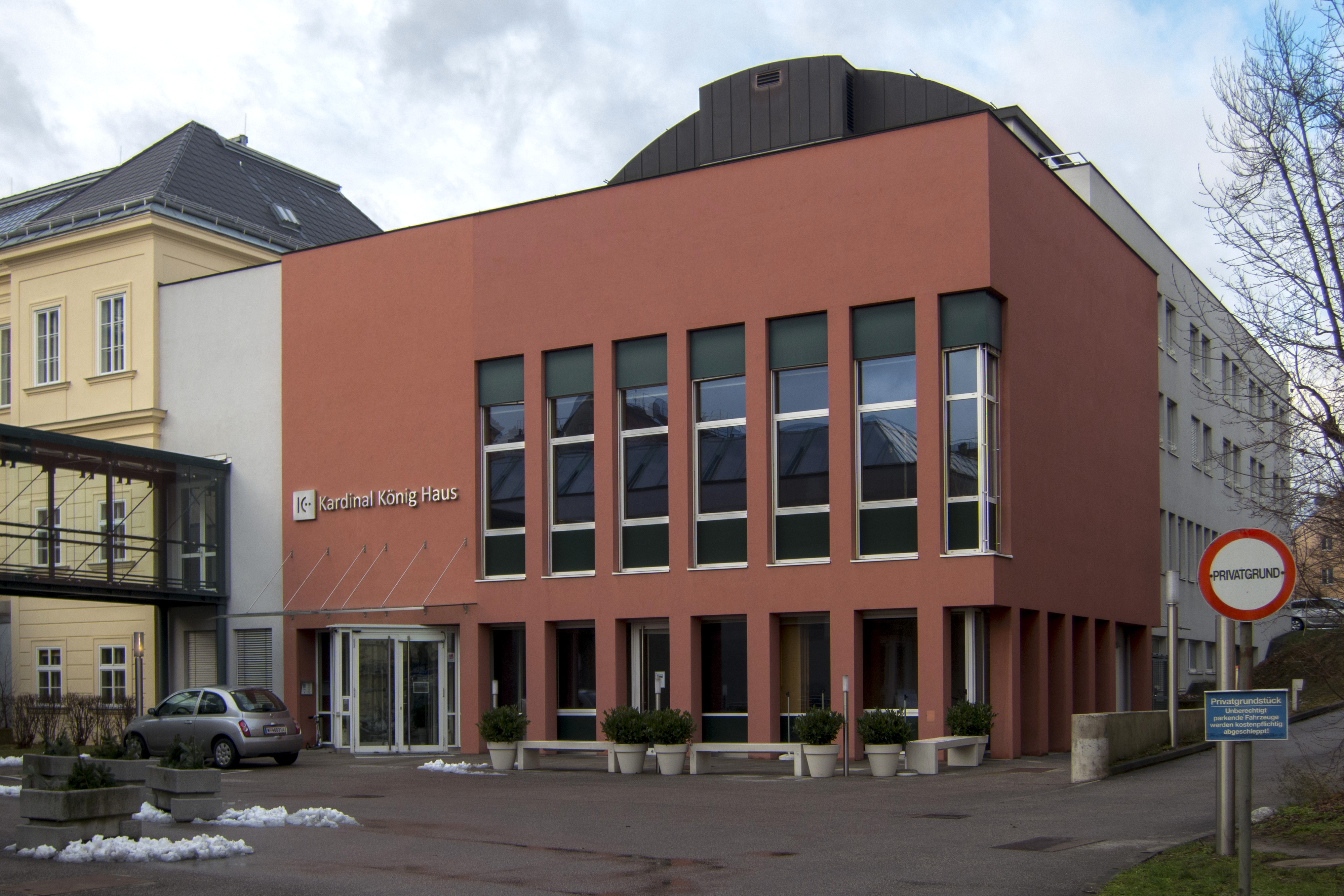
Kardinal König Haus

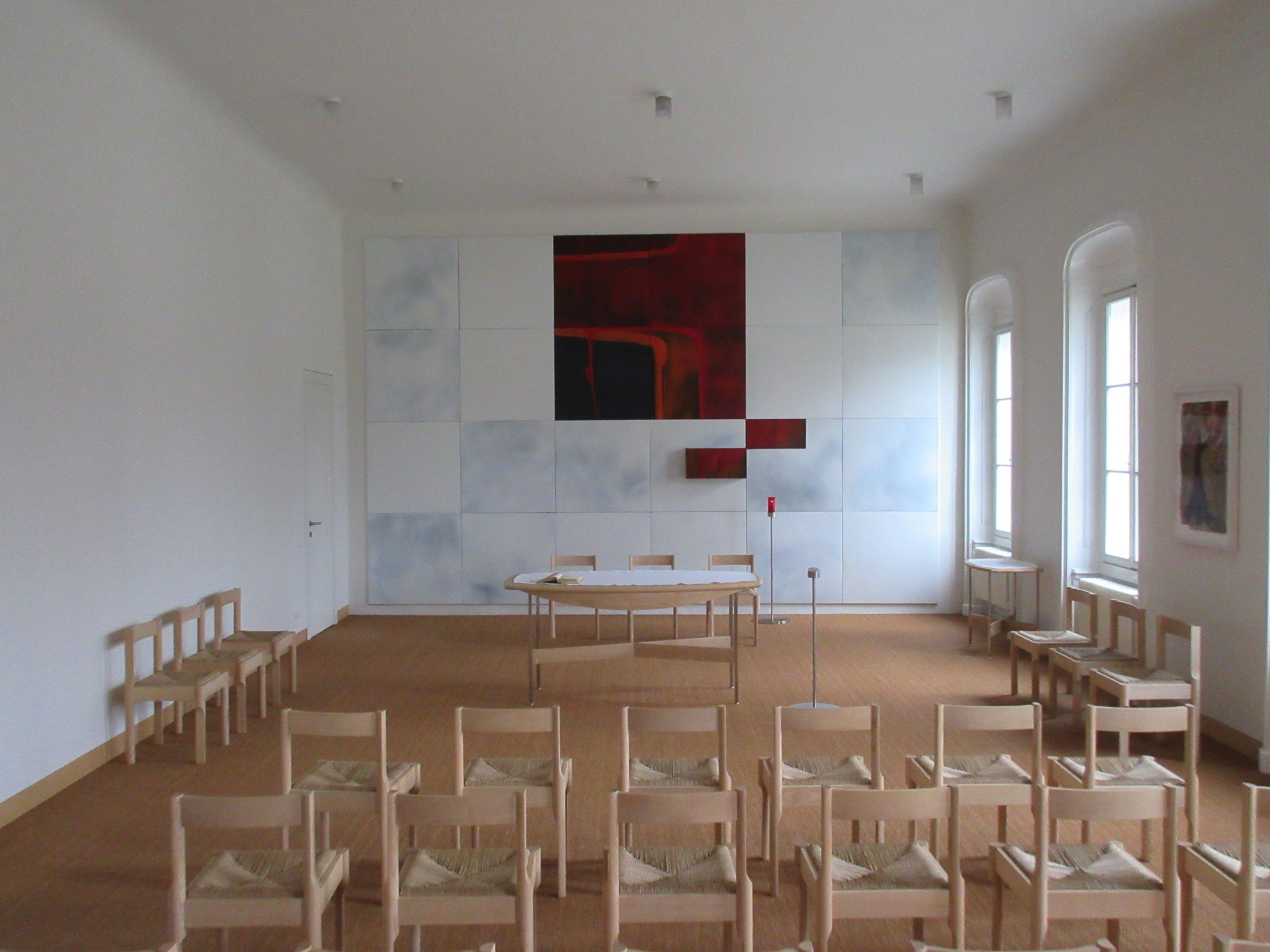
Kapelle des Kardinal König Hauses, Gestaltung Werner Feiersinger (2012), Emailbild von Günther Kraus

Das Kardinal König Haus (KKH) in Wien-Lainz ist ein Exerzitien- und Bildungshaus des österreichischen Jesuitenordens, das in Zusammenarbeit mit der Caritas der Erzdiözese Wien geleitet wird. Es dient als Seminar- und Tagungsort.

## Geschichte
Das Kardinal König Haus wurde Ende des 19. Jahrhunderts gegründet und ist im 13. Bezirk (Lainzer Straße / Kardinal-König-Platz) angesiedelt. Der Erweiterungsbau und die Umbenennung erfolgte um das Jahr 2000, noch zu Lebzeiten von Kardinal Franz König.
Für die Eröffnung des neuen Hauses galt das Motto „Der Name ist Programm“, was auf die bahnbrechende Funktion des langjährigen Wiener Erzbischofs als „dialogischer Brückenbauer“ anspielte. Sowohl oft bewundert als auch kritisiert, pflegte Kardinal Franz König den Dialog in verschiedene Richtungen: zur Ostkirche und den evangelischen Kirchen, zu den Fernstehenden, dem Arbeitermilieu, den Sozialdemokraten, den Freimaurern, und klammerte auch manche Tabuthemen nicht aus.
Das Bildungszentrum ist mit der neuen Pfarrkirche Konzilsgedächtniskirche Lainz-Speising baulich über eine gedeckte Brücke verbunden. Wenn die Räume des Bildungshauses für Großveranstaltungen nicht ausreichen, kann die Kirche als Versammlungsort dienen. In der Pfarrkirche fanden die von Kardinal Franz König einberufene Wiener Diözesansynode sowie regelmäßig ein ökumenischer Dialog, die Leuenberger Konkordie, große Eheseminare, Tagungen der Stiftung Pro Oriente oder theologische Gespräche mit den Ostkirchen statt.
Das KKH veranstaltet neben Exerzitien und allgemeiner Erwachsenenbildung auch medizinische und gesellschaftspolitische Fachtagungen, z. B. im Bereich Hospiz und Palliative Care, Lehrgänge zum Sozialmanagement und zur Ordensentwicklung, Tagungen und Vorträge zu den Weltreligionen sowie andere Veranstaltungen.
Das laufende Motto des KKH ist ein Spruch des Ordensgründers Ignatius von Loyola aus dem Exerzitienbuch: „Nicht das Vielwissen sättigt die Seele, sondern das Verspüren und Verkosten der Dinge von innen her“.